# Acanthomyops colei
Acanthomyops colei é uma espécie de inseto do gênero Acanthomyops, pertencente à família Formicidae.